# Alexander Sergejewitsch Rajewski

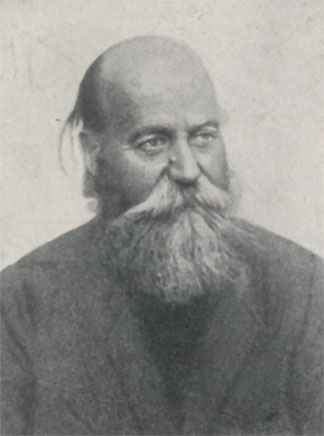
Alexander Sergejewitsch Rajewski

Alexander Sergejewitsch Rajewski (russisch Александр Сергеевич Раевский; * 23. Januarjul. / 4. Februar 1872greg. in Charkow; † 23. Juni 1924 in Moskau) war ein russisch-sowjetischer Eisenbahningenieur und Hochschullehrer.

## Leben
Rajewski, Sohn der Malerin Maria Rajewskaja-Iwanowa, studierte am Technologie-Institut in Charkow mit Abschluss 1895. Darauf arbeitete er in der Technik-Abteilung des Fahrdienstes der Moskau-Kursk-Eisenbahn und ab 1896 als Dampfschiff-Meister in dem Maschinenbau-Werk der aus Hannover stammenden Brüder Eduard und Friedrich Bromlei in Moskau.
Ab 1900 arbeitete Rajewski als Konstrukteur im Charkower  Dampflokomotivenbau-Werk. Bei der Entwicklung einer Tenderlokomotive führten seine Detail-Zeichnungen 1910 zu problematischen Änderungen mit hohen Extra-Kosten, sodass er kündigen musste.
Darauf wurde Rajewski Leiter des Dampflokomotiven-Technik-Kontors des Putilow-Werks in St. Petersburg. Mit seiner Beteiligung oder unter seiner Leitung wurden die Arbeitsprojekte einer Reihe von Dampflokomotiven-Baureihen entwickelt (Schtscha, Schtschap, Lp, M u. a.), die vor, in und nach dem Ersten Weltkrieg gebaut wurden.
Zusammen mit Jakow Gakkel projektierte Rajewski 1921–1923 für die transsibirische Bahnstrecke eine Diesellokomotive, die der Beginn der Baureihe Schtschael war.
Auch lehrte Rajewski seit 1920 als Professor am Polytechnischen Institut Petrograd. Er entwickelte graphisch-analytische Berechnungsmethoden für das Auswuchten der rotierenden Elemente der Dampflokomotive. Zur Verminderung der Unwuchten erwartete er Konstruktionsverbesserungen und den Einsatz von Mehrzylinder-Dampfmaschinen.
Bei der Tragfähigkeitsüberprüfung der Lichoborka-Eisenbahnbrücke in Moskau am 23. Juni 1924 wurde Rajewski von der Testlokomotive angefahren und starb. Am 26. Juli 1924 verabschiedeten sich Putilow-Arbeiter und Delegationen des Polytechnischen Instituts und anderer Institute auf seiner letzten Reise von ihm, als sein Leichnam mit einem Sonderzug aus Moskau nach Leningrad überführt wurde. Er wurde auf dem Krasnenka-Friedhof nahe dem Putilow-Werk begraben.